# Raymond Bastid
Pour les articles homonymes, voir Bastid.
Raymond Bastid, né le 30 juin 1826 à Aurillac (Cantal) et mort le 29 mars 1880 à Paris, est un homme politique français.

## Biographie
Avocat à Aurillac, il est député d'opposition de 1869 à 1870, signataire de l'adresse des 116. Il est élu représentant du Cantal en 1871, siégeant au centre-gauche. Il est député de 1876 à 1880 et l'un des 363 qui refusent la confiance au gouvernement de Broglie, le 16 mai 1877. Il est conseiller général du canton de Saint-Cernin et devient président du conseil général en 1876.
Son fils, Adrien Bastid, lui succède comme député à sa mort. Il est inhumé au cimetière Massigoux d'Aurillac.

## Sources
- « Raymond Bastid », dans Adolphe Robert et Gaston Cougny, Dictionnaire des parlementaires français, Edgar Bourloton, 1889-1891 [détail de l’édition]